# ميرك جروب
شركة ميرك جروب ، والتي تحمل العلامة التجارية والمعروفة باسم ميرك ، هي شركة ألمانية متعددة الجنسيات لعلوم الصيدلة والكيمياء وعلوم الحياة يقع مقرها في دارمشتات ، ويعمل بها حوالي 56000 موظف وموجودة في 66 دولة. تأسست شركة ميرك عام 1668 م وهي أقدم شركة كيماوية دوائية تعمل في العالم، فضلاً عن واحدة من أكبر شركات الأدوية في العالم.  
تعمل ميرك في أوروبا وإفريقيا وآسيا وأوقيانوسيا والأمريكتين . لديها مراكز بحث وتطوير كبرى في دارمشتات وبوسطن وطوكيو وبكين . كانت شركة ميرك رائدة في تصنيع المورفين التجاري في القرن التاسع عشر ولاحتكارها للكوكايين لفترة من الزمن.
كانت شركة ميرك مملوكة ملكية خاصة إلى أن تم طرح أسهمها في بورصة فرانكفورت عام 1995 ، وهي مدرجة في مؤشر داكس لكبرى الشركات الألمانية. لا تزال عائلة ميرك تسيطر على أغلبية الأسهم التي تمثل ملكيتها 70.3٪ من أسهم الشركة. تضم مجموعة ميرك حوالي 250 شركة في 180 دولة ؛ الشركة الأم الرئيسية الحالية للمجموعة، منذ عام 1995 ، و تعمل الآن كشركة قابضة .
في عام 2018 ، احتفلت الشركة بالذكرى السنوية 350.  شكلت الشركة تحالفًا استراتيجيًا مع جامعة دارمشتات للتكنولوجيا ، والذي يقع في نفس بلدة ميرك. 

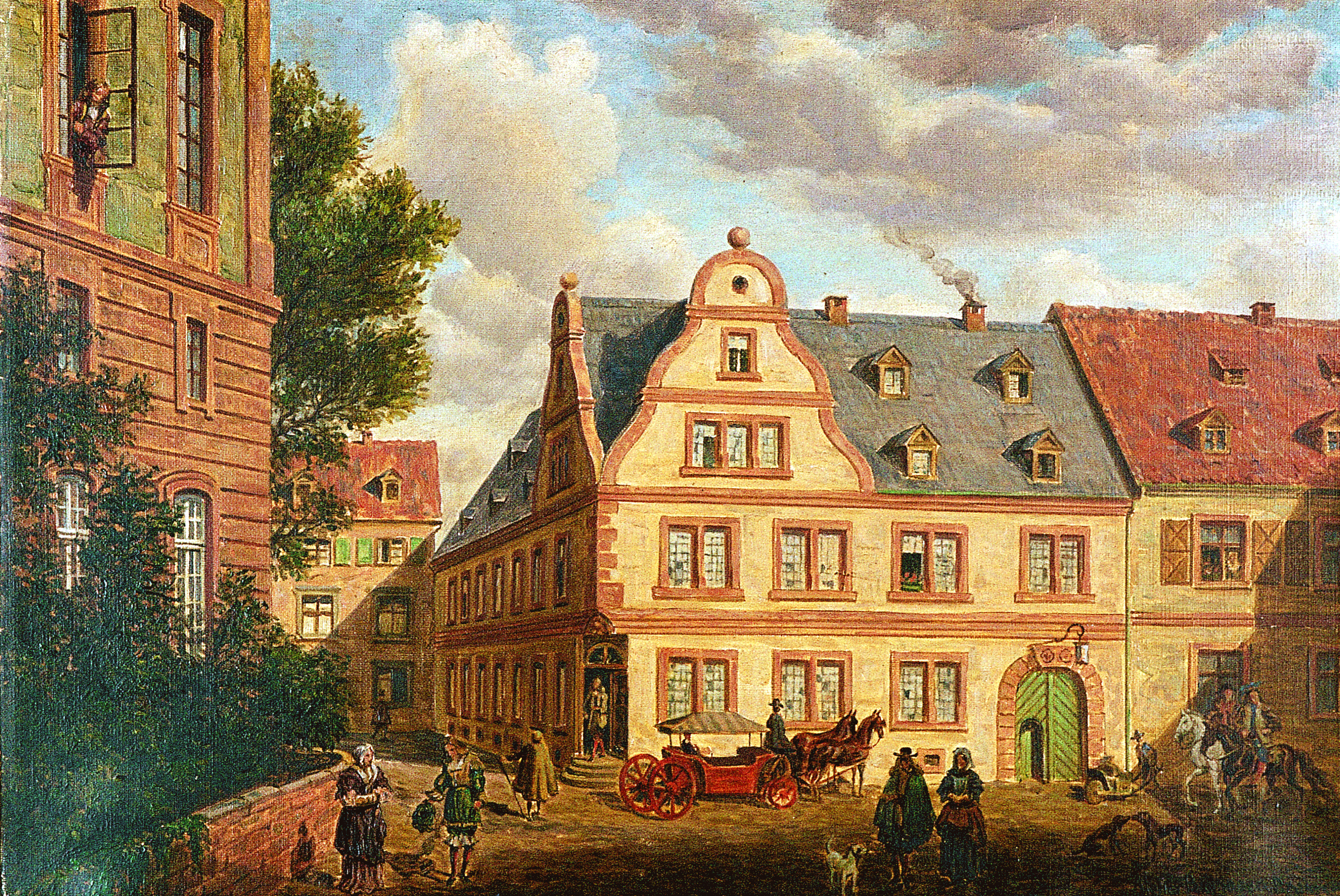
صيدلية الملاك في دارمشتات التي كانت مملوكة لعائلة ميرك من عام 1668 ؛ بداية شركة ميرك

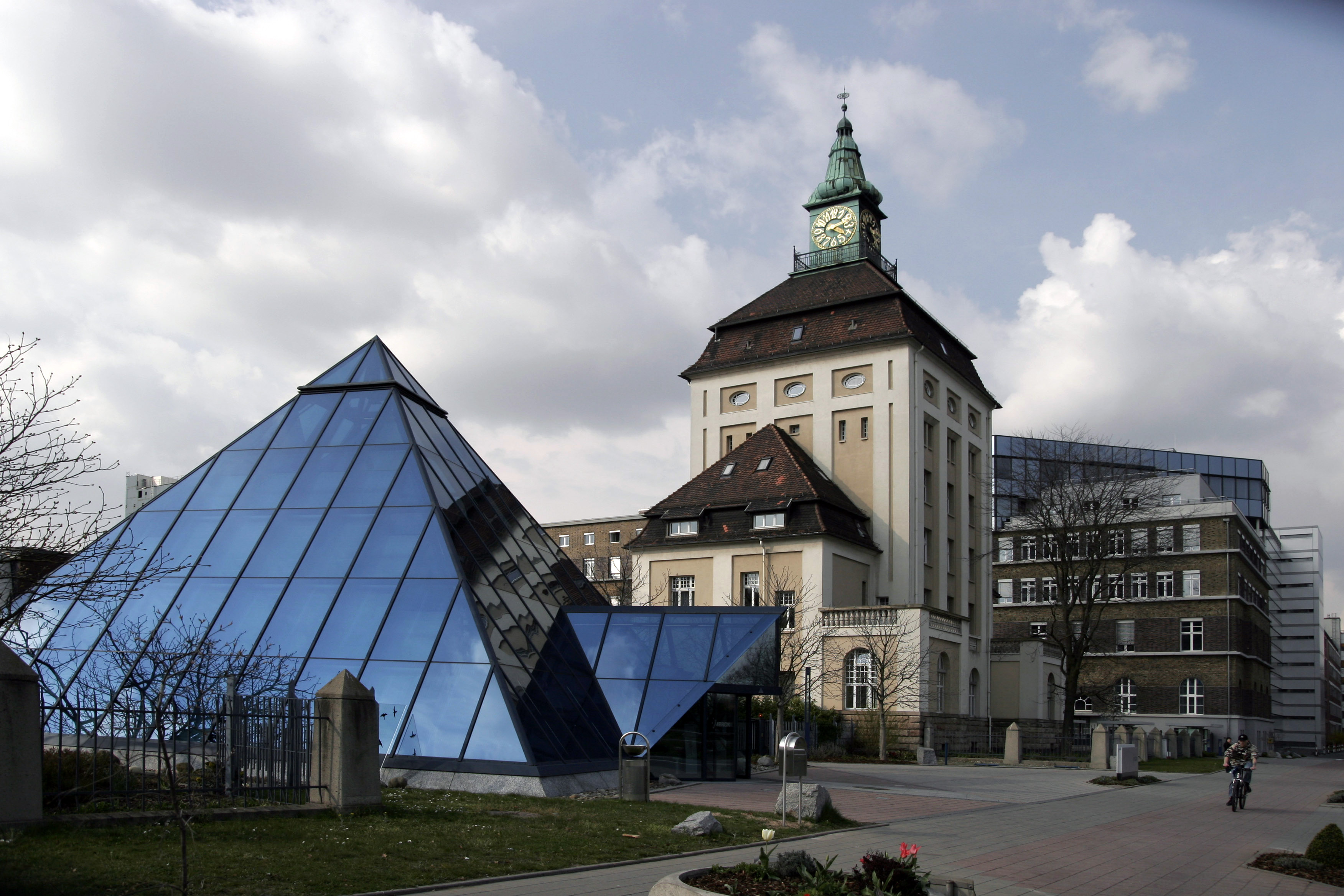
مركز ميرك للزائرين في دارمشتات ، الذي وقف من أوائل الثمانينات إلى حوالي عام 2015

## روابط خارجية
- الموقع الرسمي
- Documents and clippings about Merck Group in the 20th Century Press Archives of the ZBW